# Muhammad VIII al-Amin
Muhammad VIII al-Amin, conegut pels francesos com Lamine Bey (Cartago, 4 de setembre de 1881 - Tunis 30 de setembre de 1962), fou el darrer bei (rei) de Tunísia. Era membre de la dinastia husaynita de Tunísia i va regnar del 1943 al 1957. Era fill de Muhammad VI al-Habib.
Fou declarat príncep hereu de Muhammad VII al-Munsif el 25 de juny de 1942 i el va succeir de facto el 15 de maig de 1943 quan fou deposat per les autoritats de la França Lliure i de ple dret quan al-Munsif va abdicar el 6 de juliol de 1943. Era més moderat que el seu cosí però tenia simpaties pel moviment nacionalista. Habib Burguiba va tornar al país però va haver d'exiliar-se a Egipte el 1946.
Després de 1950 el bei va adoptar oficiosament el títol de rei; es va oposar tímidament als francesos però quan els membres del govern de M'hamed Chenik foren arrestats per orde del resident general Jean Marie François de Hauteclocque la nit del 25 al 26 de març de 1952, el bei es mostrà solidari amb el gabinet i va refusar de cooperar amb el nou govern de Slaheddine Baccouche, escollit pel resident frances. L'1 d'agost de 1952 va convocar a quaranta personalitat representatives de la població i els va sotmetre els seus projectes de reforma.
Finalment però va haver de cedir a l'ultimàtum del resident i signar els decrets relatius a les reformes municipals i dels cadis o jutges (20 de desembre) el que li va costar perdre el suport dels nacionalistes que el van considerar en endavant com auxiliar de la colonització, el que s'afegia a la seva condició de sobirà nomenat pels francesos en el lloc del nacionalista Muhammad VII al-Munsif. No obstant el Neo Destur no va fer publics els desacords per poder-lo utilitzar en les negociacions amb el govern francès.
El 31 de juliol de 1954 el bei va rebre al president del consell francès Pierre Mendès France al palau de Cartago. D'aquesta entrevista va sortir la declaració unilateral francesa de concedir l'autonomia interna al país (3 de juny de 1955). El dia 20 de març de 1956 l'assemblea va concedir al bei el títol de rei; les seves funcions consistien a ratificar els decrets preparats pel govern.
La independència es va obtenir el 3 d'agost de 1956. El poder real estava en mans de Burguiba; el rei fou privat de tot poder i les seves facultats de govern transferides al primer ministre; un decret del 31 de maig de 1957 va suprimir tots els privilegis i immunitats de la família reial. El 15 de juliol de 1957 la guàrdia de palau fou substituïda per soldats lleials a Burguiba, els telefons tallats i la família reial fou posada sota arrest domiciliari. Formalment el 25 de juliol de 1957 l'Assemblea nacional constituent va declarar la deposició de la dinastia husaynita de Tunísia i l'establiment de la república. El rei mai va abdicar ni renunciar. Els seus béns foren confiscats el 27 de juliol de 1957.
Per un temps curt el bei, (amb l'hereu, tres fills i el seu gendre) va quedar en residència vigilada a Manouba, prop de Tunis, però a la mort de la seva única esposa la princesa (Lalla) Janina (Djeneïna) Beya (Tunis, 1887; La Soukra, octubre de 1960) va poder tornar a Tunis on va gaudir de total llibertat de moviment. Lamine Bey va morir a un apartament modest de Tunis el 30 de setembre de 1962. A diferència de la quasi totalitat dels beis que foren enterrats a Tourbet el Bey a la Medina de Tunis, Lamine Bey fou enterrat al cementiri Sidi Abdelaziz de la Marsa.